# Jef Anthierens
Jef Anthierens (Brugge, 1 september 1925 - Brussel, 19 december 1999) was een Belgisch journalist en redacteur. 

## Levensloop

### Vroege jaren
Anthierens was de oudste broer van Johan en Karel Anthierens. Hij studeerde Germaanse filologie aan de Katholieke Universiteit Leuven en werkte na zijn studies als bediende in een papierbedrijf. Even waagde hij zijn kansen in de filmwereld, maar stapte ten slotte over naar de journalistiek.

### Humo
Begin jaren vijftig werd Anthierens hoofdredacteur voor Humoradio, de Vlaamse versie van het populaire weekblad Le Moustique. Het blad bevatte toen een gedetailleerd overzicht van de radioprogramma’s, feuilletons, moppen en cartoons getekend door Morris, de tekenaar van Lucky Luke.
Toen Anthierens voor het blad begon, had Paul Dupuis de macht over de drukkerij, terwijl zijn broer Charles de redactie verzorgde en de Nederlandse vertaling door zijn zwager, de ingetrouwde Nederlander René Matthews. Anthierens werkte er nog maar net toen het bedrijf van Marcinelle naar de Centrumgalerij in Brussel verhuisde, waar de sfeer veel bruisender was. De Nederlander Jan Kuypers zorgde toen voor de Nederlandse vertaling van hun weekbladen.
Anthierens werd spoedig een van de meest actieve journalisten voor het blad. Hij reisde de wereld rond, wat voor Vlaamse journalisten in die jaren nog uitzonderlijk was, en maakte naam met een reeks over vliegende schotels. Deze reeks zorgde dat hij gevraagd werd voor talloze lezingen en ook professor John Van Waterschoots aandacht trok. Van Waterschoot vond deze artikels zo interessant dat hij ufoloog werd.
Vanwege zijn succes werd Anthierens tot hoofdredacteur van Humoradio benoemd. In deze functie introduceerde hij rubrieken die vandaag nog steeds in Humo staan: de brievenrubriek Open Venster en de televisiekritiek Dwarskijker, die toen nog door Willy Courteaux werd verzorgd. Ook het grote interview van de week, Humo sprak met… werd door Anthierens bedacht en maakte meteen een grote start via de interviews met minister Renaat Van Elslande en auteur Hugo Claus. Anthierens zorgde ervoor dat Humo uitgroeide tot een volwaardig blad dat niet zuiver een flauw doorslagje van Le Moustique was. Ook kortte hij in 1958 de naam van het blad in tot Humo. Hij legde zelfs de basis van de rock-'n-roll-reputatie van het blad door artikels rond dit muziekgenre toe te staan en achteraan in het blad hitteksten af te drukken. Onder het pseudoniem Bert Brem schreef hij een biografie over Elvis Presley. Voor die tijd gevoelige thema’s als homoseksualiteit werden bespreekbaar gemaakt en de wijze waarop het Standaardnederlands werd gehanteerd werd spoedig ook door andere bladen overgenomen.

### Latere jaren
Dupuis was zo tevreden over zijn werk dat Anthierens tot algemeen hoofdredacteur werd benoemd, waardoor hij ook baas werd van de Franstalige publicaties. Eind 1968 besloot hij echter hoofdredacteur te worden van Panorama en later van De Post, Spectator, Sportmagazine. In de jaren tachtig richtte hij het tijdschrift Eos op, waarvan hij eveneens hoofdredacteur werd. Anthierens verloor echter veel van zijn werkvreugde en dreef op politiek vlak steeds meer af naar extreemrechts. Zo begon hij in 1976 voor het blad 't Pallieterke te werken en de pro-apartheidsvereniging Protea, waarvan hij tevens stichtend lid was. Hij vond ten slotte enkel nog plezier in de publicatie van diverse handboeken, zoals een Nederlands synoniemenwoordenboek.
Hij heeft ook tien jaar voor de Vlaamse televisie gewerkt.
Anthierens overleed op 74-jarige leeftijd in het Brusselse AZ-ziekenhuis aan een hersenbloeding, die hij twee weken eerder in Spanje had gekregen.

## In populaire cultuur
Anthierens had twee keer een cameo in de stripreeks Nero door Marc Sleen:
- In De Groene Patreel (1961) is hij gecast als Jozef, de eerste minister van Bosfora, die de koning probeert te vermoorden. Als Nero weer thuis is en niemand gelooft dat hij naar Bosfora is gereisd klampt hij op straat een man aan die op Jozef lijkt. Deze man ontkent echter premier van Bosfora te zijn geweest en zegt boos tegen Nero dat hij "alleen maar in een weekblad schrijft" (strook 158-160).
- In Het Lodderhoofd (1961-1962) zien we hem aan een tafel terwijl iemand hem vertelt dat Nero 5 miljoen heeft gekregen (strook 20).

Jef Anthierens stond ook model voor het personage Zwendel van André Franquin (in de reeks Robbedoes en Kwabbernoot).